# Buresium naso
Buresium naso är en stekelart som beskrevs av Boucek 1983. Buresium naso ingår i släktet Buresium och familjen kragglanssteklar.
Artens utbredningsområde är:
- Pakistan.
- Thailand.

Inga underarter finns listade.